# Caldwelliola cunahua
Caldwelliola cunahua är en insektsart som beskrevs av Young 1977. Caldwelliola cunahua ingår i släktet Caldwelliola och familjen dvärgstritar. Inga underarter finns listade i Catalogue of Life.